# فالتر بيري
 فالتر بيري (بالألمانية: Walter Berry)‏ (8 أبريل 1929 في فيينا - 27 أكتوبر 2000) كان مغني أوبرالي من طبقة الباس باريتون نمساوي.
درس الموسيقى في صغره وعمل في سولو الكنيسة في مدينته ثم درس الموسيقى في أكاديمية مدينته. غنى أول مرة مع دار أوبرا فيينا عام 1950. ظهر أول مرة في أمريكا في أوبرا متروبوليتان عام 1966 حيث أدى دور "باراك في أوبرا "امرأة بلا ظل" لريتشارد شتراوس، وهو دور ناسبه بامتياز بمزاجه الدافئ. كان برنامجه الأوبرالي واسعا لكنه ركز على أدوار موتسارت الرئيسية حيث أدى أدوار مايستو وليبوريلو ودون ألفونسو وكونت ألمافيفا ودور فيجار وباباجينو الذي ترك أثرا ساحرا بشكل خاص. أدواره في أعمال شتراوس إلى جانب دور باراك تضمنت أوشس في "الفارس ذو الوردة" وفالدنر في "أرابيلا" وبشكل متكرر غنى دور تيلراموند في "لوهنجرين" لفاجنر إضافة إلى دور فوتسك في أوبرا تحمل نفس العنوان لألبان بيرج بالاخاص بقيادة "كارل بوم" عام 1955، وفي التجسيل لنسخة قادها بيير بوليز. أيضا جدير بالذكر كان دور دون بيزارو في "فيدليو" لبيتهوفن وبلوبيرد في "قلعة ذو اللحية الزرقاء" لبارتوك. كان عضوا فعالا في الأوبرا الرسمية لمدينة ساتسبورغ. يعتبر من أفضل من أدى السولو في سمفونية لودفيغ فون بيتهوفن التاسعة. . صوت بيري به لمعة لطيفة مصقولة. وصوته الدافئ المعبر ولكنته الفيناوية جعلته طبيعي في الأدوار الكوميدية مع ذلك يمكنه اضفاء درجة صلبه في غنائه حين يناسب الموقف الدرامي. لديه ابن واحد وتزوج ثلاث مرات. من سنة 1957 حتى 1971 تزوج من الميزو-سوبرانو كريستا لودفيج كان يظهر معها بتكرار على خشبة المسرح وفي الرسيتال. عندما كان الاثنان يغنيان معا في أعمال مالر كان ليونارد برنشتاين يشيد بأدائهما.

## روابط خارجية
- فالتر بيري على موقع IMDb (الإنجليزية)
- فالتر بيري على موقع مونزينجر (الألمانية)
- فالتر بيري على موقع ميوزك برينز (الإنجليزية)
- فالتر بيري على موقع أول موفي (الإنجليزية)
- فالتر بيري على موقع أول ميوزيك (الإنجليزية)
- فالتر بيري على موقع ديسكوغز (الإنجليزية)
- فالتر بيري على موقع قاعدة بيانات الفيلم (الإنجليزية)
- فالتر بيري على موقع كينوبويسك (الروسية)